# Rat-Man (serie animada)
Rat-Man es una serie de televisión animada inspirada en el cómic de Panini Comics del mismo nombre escrito y dibujado por Leo Ortolani.
La serie, que consta de 52 episodios de 13 minutos cada uno, fue creada y producida entre 2005 y 2006 por Stranemani y Rai Fiction.
Algunos episodios fueron previstos en varios eventos dedicados al cómic y la animación: Lucca Comics 2005, Romics 2005 (Roma, 8-11 de diciembre), Future Film Festival (Bolonia), Comicon (Nápoles) y Rimini Comix (Rimini).
Rai 2 comenzó a transmitir la serie el 20 de noviembre de 2006,  interrumpiendo su programación después de los primeros 14 episodios. Posteriormente se reanudó la emisión desde el 16 de junio de 2007 hasta el 8 de septiembre del mismo año. Después de eso, la transmisión de los episodios en Rai 2 se suspendió permanentemente. El 13 de julio de 2009, Rai reanudó la programación de los episodios en el canal digital terrestre para niños Rai Gulp. En 2012, la serie volvió a la programación de Rai Gulp, se emitió durante el fin de semana y luego se volvió a insertar durante la semana en las primeras horas de la noche. El 4 de septiembre de 2017, la serie volvió a la programación de Rai Gulp nuevamente con motivo del final de la serie de cómics. 
Todos los episodios fueron publicados en DVD por Panini Video.
Habrá varias parodias de series de televisión o películas como Transformers, Winx Club, Gran Mazinger y muchas más

## Episodios
1. El camaleón
2. Hola, Rat-Man?
3. Rata en negro
4. El hombre soporífero
5. La cosa de marte
6. El hombre de la mazorca de maíz
7. La violación de la ópera
8. La cosa en la oscuridad
9. Las hadas ignorantes (Parodia de Winx Club)
10. Encuentros entre ratas del tercer tipo
11. El gran Ratzinga
12. Rat-Away
13. El hombre caracol
14. Las marionetas
15. Rata jurásica
16. El misterio del disco
17. El bufón mortal
18. Cyber Rat-Man
19. Rata-Hombre vs. Auto-mutantes (Parodia de Transformers)
20. La maldición de Amon-Rat
21. La rata y el dragón (Parodia de El tigre y el dragón)
22. Rata de la Fuerza Aérea (Parodia de Air Force One)
23. Aprendiz de hechicero Hombre Rata
24. Rat-Man y la bruja del bosque
25. Un enemigo a la altura
26. Hombre rata contra el bruto
27. Hombre rasta
28. El coleccionista
29. Robogun
30. El gato
31. El silencio de las ratas
32. El abominable muñeco de nieve
33. Desenmascarado
34. Ahorro e imaginación
35. El devorador de mundos
36. La leyenda de Rat-Man  (Parodia de Beowulf)
37. Zero Zero Rat-Man
38. ¡Feliz Navidad, Hombre Rata!
39. El museo de cera
40. Que mala suerte, hombre-rata
41. Caza de ratas
42. El amanecer de las ratas vivientes
43. Nosferatto
44. El retrato
45. El superhéroe
46. Ratonera
47. La rata que vivió dos veces
48. Fraudulento
49. Ser o no ser

- Datos: Q3930447